# Джурабаев, Мухаммад
Мухамма́д Джураба́ев (укр. Мухаммад Джурабаєв; 4 февраля 2008, Душанбе) — украинский футболист таджикского происхождения, полузащитник львовского «Руха».

## Клубная карьера
Родился в Душанбе, где и начал заниматься футболом в местной ДЮСШ. Впоследствии переехал в Украину. В сезоне 2023/24 выступал за львовский «Рух» в ДЮФЛУ под руководством Андрея Гаврюшова и Дмитрия Лапицкого, также играл за «Рух» в юношеском чемпионате Украины. Впервые в заявку первой команды львовян попал 1 апреля 2024 года на победный (1:0) домашний матч 22-го тура Премьер-лиги Украины против черкасского ЛНЗ. Мухаммад просидел все 90 минут на скамейке запасных. Во взрослом футболе дебютировал 7 апреля 2024 года в проигранном (1:3) выездном поединке 23-го тура Премьер-лиги против донецкого «Шахтёра». Джурабаев вышел на поле на 85-й минуте вместо Анж-Фредди Плюмена.

## Карьера в сборной
В футболке юношеской сборной Украины (U-16) дебютировал 23 апреля 2024 года в проигранном (8:9, серия послематчевых пенальти) поединке турнира развития УЕФА против сверстников из Северной Ирландии. Мухаммад вышел на поле в стартовом составе и отыграл весь матч.